# Diaspora vietnamienne en Tchéquie
Les Vietnamiens de Tchéquie constituent la troisième plus grande minorité ethnique du pays (après les Slovaques et les Ukrainiens), comptant plus de 83 000 personnes selon le recensement de 2011.
Il s'agit de la troisième plus grande diaspora vietnamienne en Europe, après les diasporas allemande et française, et de l'une des diasporas vietnamiennes les plus importantes du monde.
Selon le recensement de 2001, il y avait 17 462 Vietnamiens de souche en République tchèque. Depuis lors, la population vietnamienne a augmenté très rapidement, le Bureau tchèque des statistiques estimant qu'il y avait 62 842 citoyens vietnamiens résidant en République tchèque en décembre 2020 (sans compter ceux ayant entre temps obtenu la nationalité tchèque). Nguyen, le nom de famille vietnamien le plus courant, est désormais le neuvième nom de famille le plus courant en République tchèque.

## Histoire
Les immigrants vietnamiens ont commencé à s'installer en République tchèque pendant la période communiste, lorsque le Viêt Nam, qui cherchait à renforcer sa main-d'œuvre qualifiée, a envoyé des étudiants et des travailleurs invités dans la Tchécoslovaquie socialiste pour y suivre un enseignement et une formation. Après l'effondrement du communisme en Tchécoslovaquie, de nombreux Vietnamiens ont décidé de rester dans le pays plutôt que de retourner dans le Vietnam communiste. Cette première génération d'immigrés gagne traditionnellement sa vie en tant que vendeurs sur les marchés de rue ou dans les échoppes. Ces dernières années, cependant, un nombre important d'entre eux ont décidé de créer leur propre entreprise et de s'intégrer plus largement dans la société, à l'instar de l'expérience d'autres Vietnamiens d'outre-mer dans les pays occidentaux. Cependant, le secteur des petites entreprises reste le principal domaine économique des Vietnamiens de la première génération en République tchèque.

## Répartition
La majorité des Vietnamiens de Tchéquie (13 995 en 2020) vit à Prague, et 2 % de la population de la région de Karlovy Vary ont la citoyenneté vietnamienne, la ville frontalière de Cheb étant un centre principal pour les Vietnamiens. La ville de Varnsdorf compte également une importante population vietnamienne.

## Statut
En République tchèque, les minorités nationales bénéficient des droits classiques des minorités nationales, notamment d'un financement gouvernemental pour la protection de leur langue et de leur culture. Ces dernières années, la communauté vietnamienne a cherché à être reconnue en tant que minorité nationale. Cependant, en 2004, le Conseil gouvernemental pour les minorités nationales, l'organe consultatif du gouvernement tchèque sur les questions relatives aux minorités nationales, a conclu que les Vietnamiens ne constituent pas une « minorité nationale », car ce terme ne s'applique qu'aux minorités indigènes qui ont habité le territoire tchèque pendant une longue période. Finalement, en 2013, un représentant des Vietnamiens a été accepté comme membre du Conseil gouvernemental pour les minorités nationales, ce qui, en l'absence de critères juridiques précis, a été compris comme une reconnaissance officielle de la minorité ethnique vietnamienne en tant que minorité nationale, à la fois par les autorités et par le public,. À Prague, où vit la plus grande communauté vietnamienne, un représentant vietnamien a été membre du Conseil des minorités nationales de la ville et les Vietnamiens ont été inclus dans la politique de Prague pour les minorités nationales avant que cela ne se produise au niveau national.